# دیپلم پرستاری
دیپلم پرستاری یا گواهی پرستار عمومی (به انگلیسی: Diploma in Nursing) نوعی گواهینامه در تأیید گذراندن دوره‌های کوتاه‌مدت و سطح پایینی از آموزش پرستاری را شامل می‌شود و احتمالاً در ایران برابر کاردانی است.
در ایالات متحده آمریکا این مدرک زیر نظر دانشکده پرستاری و مامائی و معمولاً از بیمارستان‌ها برای افراد ارائه می‌گردد و دانشجویانی که این‌نوع دیپلم را دریافت کرده‌اند در مداخلات درمانی پرستاری نمی‌توانند شرکت کنند و تنها وظایف اقامتی و بهداشت فردی بیماران را به‌عهده می‌گیرند. با دردست داشتن این نوع دیپلمم، برای شرکت در لیسانس در رشته‌های مرتبط، مجوز خواهند داشت.